# Плішка (притока Одри)
Плішка (пол. Pliszka, нім. Pleiske)  — річка в Польщі, у Свебодзінському, Суленцинському й Слубицькому повітах Любуського воєводства. Права притока Одри (басейн Балтійського моря).

## Опис
Довжина річки 56 км, найкоротша відстань між витоком і гирлом — 36,75 км, коефіцієнт звивистості річки — 1,53 .

## Розташування
Витікає з озера Мальч на західній стороні від села Еміолув ґміни Лаґув. Спочатку тече на південний схід, потім на південний захід і у пригирловій частині пливе на північний захід. Біля населеного пункту Урад ґміни Цибінка впадає у річку Одру. Річка пропливає через озера Бобже, Ратно та Веліцьке.
Населені пункти вздовж берегової смуги: Позжадло, Кособубкі, Кієво, Плішка, Сандув, Козічин.
Притоки: Лагова (пол. Łagowa), Конотоп (пол. Konotop) (ліві); Ленкоша (пол. Łękosza), Москава (пол. Moskawa) (праві).

## Галерея

Річка Плішка та її головні притоки
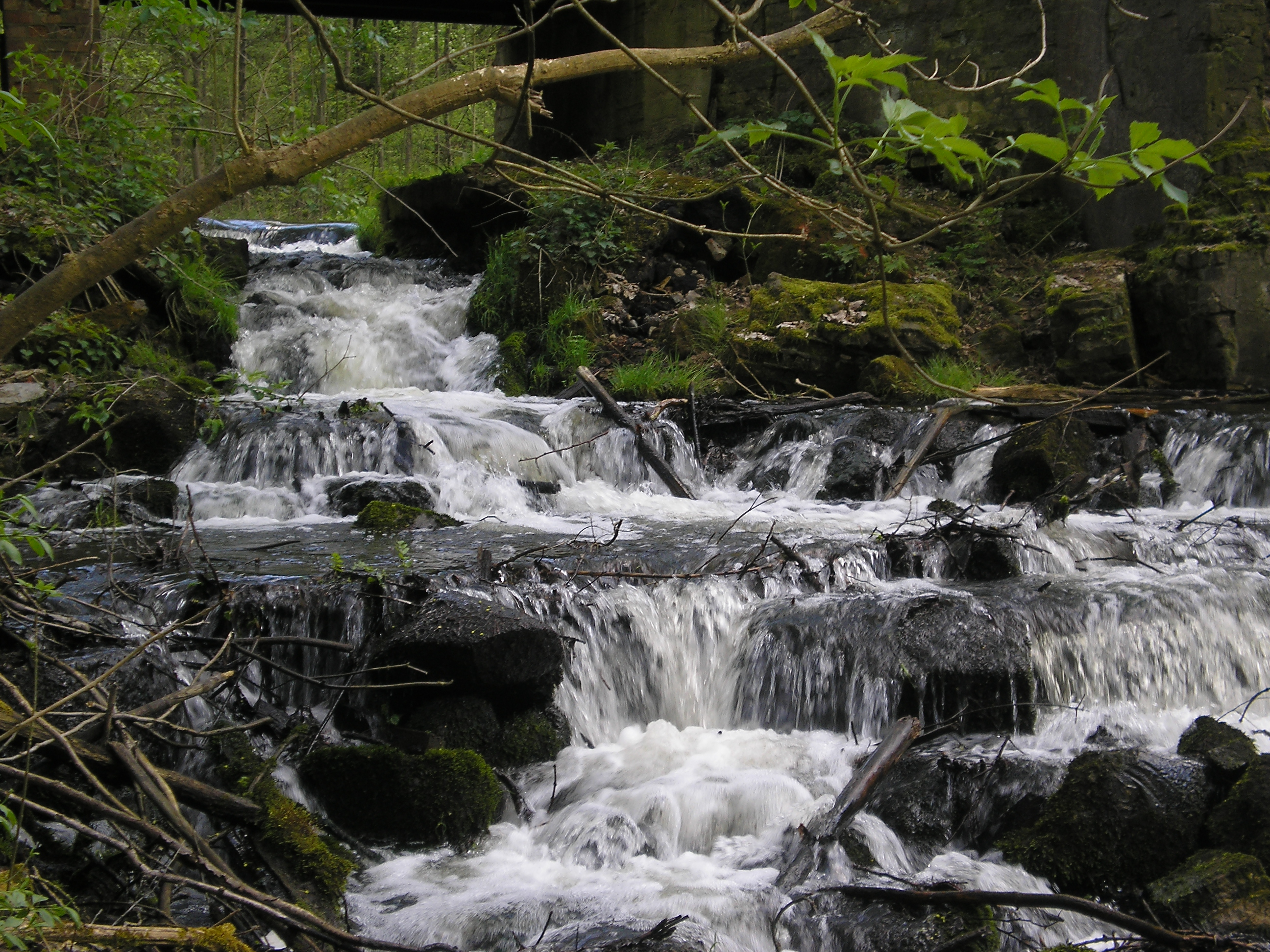
Водоспад в Заменці